# Ragout fin

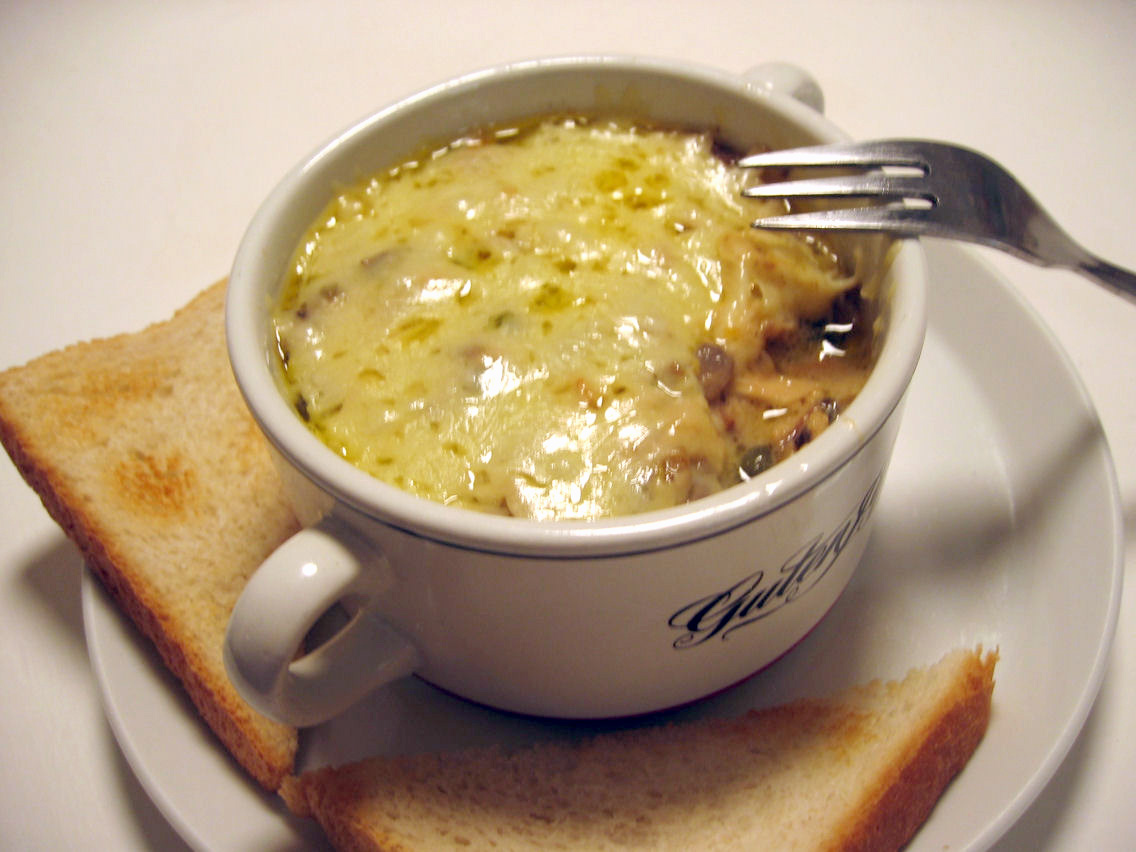
Ragout fin.

El ragout fin (en francés ‘ragú fino’) es un entrante muy laborioso de preparar. Su origen francés no está confirmado pero es muy conocido en Alemania.
La esencia del ragout fin consiste en carne, lechecillas, sesos, lengua y tuétano de ternera, pechuga de pollo y pescado, cocido todo en un caldo de vinagre o bien cortado e dados y estofado en mantequilla. La segunda parte es un roux, mezclado con champiñón de París estofado y espesado con yema de huevo.
Los dados y la salsa se mezclan, se calientan en agua y por último se gratina con queso parmesano y mantequilla. Suele añadirse un poco de salsa Worcestershire.
Actualmente el ragout fin se encuentra con frecuencia enlatado, preparándose de forma bastante diferente a la receta original. Como sustituto de la ternera, la casquería y el pescado suele emplearse puré de pollo, espesado con clara de huevo. Tras los brotes de enfermedad de las vacas locas de los años 90, el empleo de sesos de ternera se ha vuelto inusual, incluso en el ragout fin de alta calidad.
- Datos: Q314500